# Club de Fútbol Lobos de la Benemérita Universidad Autónoma de Puebla
Il Club de Fútbol Lobos de la Benemerita Universidad Autónoma de Puebla, noto semplicemente come Lobos BUAP o BUAP, è stato una società calcistica messicana con sede nella città di Puebla, capoluogo dell'omonimo stato. 
Nella stagioni 2017-2018 e 2018-2019 ha militato nella Liga MX, la massima serie del campionato messicano di calcio. Disputa le partite interne allo Stadio Universitario BUAP di Puebla.

## Storia
La squadra, fondata il 28 maggio 1967, rappresenta la Benemérita Universidad Autónoma de Puebla e affonda le proprie radici negli anni '40 del XX secolo, quando era noto come Preparatoria, compagine formata esclusivamente da studenti dell'università di Puebla.
Dopo aver militato per vari decenni nelle divisioni minori messicane, negli anni '90 iniziò una risalita che culminò nel 2003 con al promozione nella Primera A, nota oggi come Liga de Ascenso, la seconda serie nazionale. Nel 2017 la squadra riuscì a ottenere la promozione in Liga MX, la massima serie messicana.
L'esordio in massima serie avvenne nel campionato di Apertura 2017, sotto la guida di Rafael Puente Jr., e si concluse con un buon decimo posto, frutto di 7 vittorie, 2 pareggi e 8 sconfitte, per un totale di 23 punti ottenuti. Nel Clausura 2018, però, il rendimento fu molto negativo e alla quattordicesima giornata Puente fu avvicendato da Daniel Alcántar, che non riuscì a invertire la tendenza: la squadra chiuse il campionato all'ultimo posto in classifica, con soli 9 punti. Pur essendo retrocessa sul campo, la squadra conservò il proprio posto in massima serie versando 120 milioni de pesos, dato che la squadra campione della seconda serie, il Cafetaleros (T), non ottenne la licenza per giocare in massima serie. 
Nel campionato di Apertura 2018 la squadra, gestita da un comitato straordinario presieduto da Mario Mendivil, fu affidata all'allenatore Francisco Palencia, che guidò i suoi al tredicesimo posto finale, a quota 19 punti. Nel Clausura 2019 i Lobos chiusero al dodicesimo posto, a quota 20 punti, ma il futuro del club iniziò ad avvolgersi di dubbi sul finale di stagione, quando le offerte di trasferire la franchigia a Mazatlán e Irapuato furono respinte dalla dirigenza.
Nel giugno 2019 fu reso noto che il club disponeva di soli sette giocatori di proprietà per la stagione 2019-2020: il caos societario portò alle dimissioni del tecnico Palencia. L'11 giugno fu annunciata la cessione del titolo sportivo del Lobos BUAP al Fútbol Club Juárez, compagine di Ciudad Juárez classificatasi quattordicesima in seconda serie e dunque integrata nella massima divisione in luogo del Lobos BUAP, la cui storia giunse così al termine.
Nel giugno 2020 il club decise di entrare a far parte della nuova lega messicana denominata Liga de Balompié Mexicano al termine di una battaglia legale contro la Liga MX dovuta alle accuse di corruzione durante la vendita della franchigia al Juárez. Nell'agosto seguente a causa di alcuni problemi con l'università di Puebla la squadra venne ritirata e la licenza venne trasferita alla città di Zacatepec de Hidalgo, facendo nascere i Lobos Zacatepec.

## Cronistoria
| Stagione    | Divisione        | Note |
| ----------- | ---------------- | ---- |
| 1967-68     | Tercera División |      |
| 1968-69     | Tercera División |      |
| 1969-70     | Tercera División |      |
| 1970-71     | Tercera División |      |
| 1996-1997   | Segunda División |      |
| 1997-1998   | Segunda División |      |
| Apertura 99 | Segunda División |      |
| Clausura 00 | Segunda División |      |
| Apertura 02 | Segunda División |      |
| Clausura 03 | Segunda División |      |
| Apertura 03 | Segunda División |      |

| Stagione        | Divisione  | G  | V | N | P | RF | RS | DR  | Pt |
| --------------- | ---------- | -- | - | - | - | -- | -- | --- | -- |
| Apertura 04     | Primera A  |    |   |   |   |    |    |     |    |
| Clausura 05     | Primera A  |    |   |   |   |    |    |     |    |
| Apertura 05     | Primera A  |    |   |   |   |    |    |     |    |
| Clausura 06     | Primera A  |    |   |   |   |    |    |     |    |
| Apertura 06     | Primera A  |    |   |   |   |    |    |     |    |
| Clausura 07     | Primera A  |    |   |   |   |    |    |     |    |
| Apertura 07     | Primera A  |    |   |   |   |    |    |     |    |
| Clausura 08     | Primera A  |    |   |   |   |    |    |     |    |
| Apertura 08     | Primera A  | 16 | 6 | 3 | 7 | 22 | 30 | -8  | 21 |
| Clausura 09     | Primera A  | 16 | 6 | 7 | 3 | 24 | 17 | +7  | 25 |
| Apertura 09     | Primera A  | 16 | 8 | 4 | 4 | 19 | 13 | +6  | 28 |
| Bicentenario 10 | Primera A  | 16 | 7 | 3 | 6 | 17 | 22 | -5  | 24 |
| Apertura 10     | Primera A  | 16 | 8 | 3 | 5 | 23 | 12 | +11 | 27 |
| Clausura 11     | Primera A  | 16 | 4 | 3 | 9 | 26 | 34 | -8  | 16 |
| Apertura 11     | Primera A  | 14 | 4 | 6 | 4 | 12 | 12 | 0   | 18 |
| Clausura 12     | Primera A  | 14 | 6 | 2 | 6 | 20 | 20 | 0   | 20 |
| Apertura 12     | Ascenso MX |    |   |   |   |    |    |     |    |
| Clausura 13     | Ascenso MX |    |   |   |   |    |    |     |    |
| Apertura 13     | Ascenso MX |    |   |   |   |    |    |     |    |
| Clausura 14     | Ascenso MX |    |   |   |   |    |    |     |    |
| Apertura 14     | Ascenso MX |    |   |   |   |    |    |     |    |
| Clausura 15     | Ascenso MX |    |   |   |   |    |    |     |    |
| Apertura 15     | Ascenso MX |    |   |   |   |    |    |     |    |
| Clausura 16     | Ascenso MX |    |   |   |   |    |    |     |    |
| Apertura 16     | Ascenso MX |    |   |   |   |    |    |     |    |
| Clausura 17     | Ascenso MX |    |   |   |   |    |    |     |    |
| Apertura 17     | Liga MX    |    |   |   |   |    |    |     |    |
| Clausura 18     | Liga MX    |    |   |   |   |    |    |     |    |
| Apertura 18     | Liga MX    |    |   |   |   |    |    |     |    |
| Clausura 19     | Liga MX    |    |   |   |   |    |    |     |    |

## Organico

### Rosa
Aggiornata al 22 gennaio 2019.
| N. |                        | Ruolo | Calciatore             |
| -- | ---------------------- | ----- | ---------------------- |
| 1  | Messico (bandiera)     | P     | José Antonio Rodríguez |
| 2  | Messico (bandiera)     | D     | César Cercado          |
| 3  | Messico (bandiera)     | D     | Francisco Rodríguez    |
| 4  | Messico (bandiera)     | C     | Joaquín Esquivel       |
| 6  | Honduras (bandiera)    | D     | Félix Crisanto         |
| 8  | Messico (bandiera)     | C     | Jorge Ibarra           |
| 10 | Spagna (bandiera)      | C     | Abraham González       |
| 12 | Messico (bandiera)     | D     | Óscar Rojas            |
| 14 | Cile (bandiera)        | C     | Bryan Rabello          |
| 16 | Stati Uniti (bandiera) | D     | Michael Orozco         |
| 17 | Messico (bandiera)     | A     | Rafael Durán           |
| 18 | Messico (bandiera)     | D     | Aldo Cruz              |
| 19 | Messico (bandiera)     | C     | Mauro Laínez           |

| N. |                      | Ruolo | Calciatore             |
| -- | -------------------- | ----- | ---------------------- |
| 20 | Messico (bandiera)   | C     | Jorge Zárate           |
| 21 | Brasile (bandiera)   | A     | Yago César             |
| 22 | Perù (bandiera)      | A     | Beto da Silva          |
| 23 | Perù (bandiera)      | P     | Alejandro Duarte       |
| 25 | Paraguay (bandiera)  | D     | Víctor Velázquez       |
| 26 | Messico (bandiera)   | D     | Jairo González         |
| 27 | Messico (bandiera)   | D     | Luis Olascoaga         |
| 28 | Messico (bandiera)   | C     | Francisco Torres       |
| 29 | Argentina (bandiera) | A     | Leonardo Ramos         |
| 30 | Colombia (bandiera)  | D     | Leiton Jiménez         |
| 31 | Messico (bandiera)   | P     | José Francisco Canales |
| 33 | Honduras (bandiera)  | C     | Michaell Chirinos      |

## Palmarès

### Competizioni nazionali
- Ascenso MX: 1

Clausura 2017
- Liga Premier: 1

Apertura 2003
- Copa Ciudad Hermanas:

1969

### Altri piazzamenti
- Ascenso MX: 1

Secondo posto: Clausura 2012